# Euproctis cratera
Euproctis cratera är en fjärilsart som beskrevs av Collenette 1937. Euproctis cratera ingår i släktet Euproctis och familjen tofsspinnare. Inga underarter finns listade i Catalogue of Life.